# میان‌افزار پیام‌محور
میان‌افزار پیام محور(به انگلیسی: Message-oriented middleware) (مخفف انگلیسی: MOM) به نرم‌افزار یا سخت‌افزاری گویند که برای ارسال یا دریافت پیام در سیستم‌های توزیع شده استفاده می‌شود. این امکان معمولاً به صورت افزونه‌ای در سیستم‌های سخت‌افزاری یا نرم‌افزاری، برای جلوگیری از پیچیدگی استفاده می‌شود. از این میان‌افزار می‌توان مستقل از سیستم عامل یا زبان برنامه‌نویسی بهره برد.
چنین لایه‌ی میان‌افزاری به واحد‌های نرم‌افزاری اجازه می‌دهد که مستقل از هم توسعه داده شده و روی پلتفرم‌های متفاوتی که شبکه شده‌اند، با همدیگر تعامل داشته باشند. برنامه‌های توزیع شده بر روی نودهای متفاوت شبکه از رابط نرم‌افزاری برای ارتباط استفاده می‌کنند. به علاوه، با فراهم‌سازی رابط مدیریتی، این سیستم مجازی‌‌ جدید، که به منظور ارتباط برنامه‌ها با همدیگر ایجاد شده را می‌توان مطمئن و امن کرد.
میان‌افزار پیام‌محور المان‌هایی را فراهم می‌کند که در همه‌ی واحدهای ارتباطی معماری کلاینت/سرور قرار می‌گیرد و عموما از فراخوانی‌های آسنکرون بین کلاینت و سرور پشتیبانی می‌کند. میان‌افزار پیام‌محور از این که توسعه‌دهنده‌های برنامه درگیر پیچیدگی‌های ماهیت master-slave مکانیزم کلاینت/سرور بشوند، جلوگیری می‌کند. 

## دسته‌بندی میان‌افزارها
- remote procesure call و یا میان‌افزار مبتنی بر RPC
- Object Request Broker و یا میان‌افزار مبتنی بر ORB
- میان‌افزار پیام‌محور و یا میان‌افزار مبتنی بر MOM(Message Oriented Middleware)

همه‌ی این مدل‌ها به یک واحد نرم‌افزاری اجازه می‌دهد که رفتار یک واحد دیگر را بر روی یک شبکه تحت تاثیر قرار دهد. 